# Hermann Boost

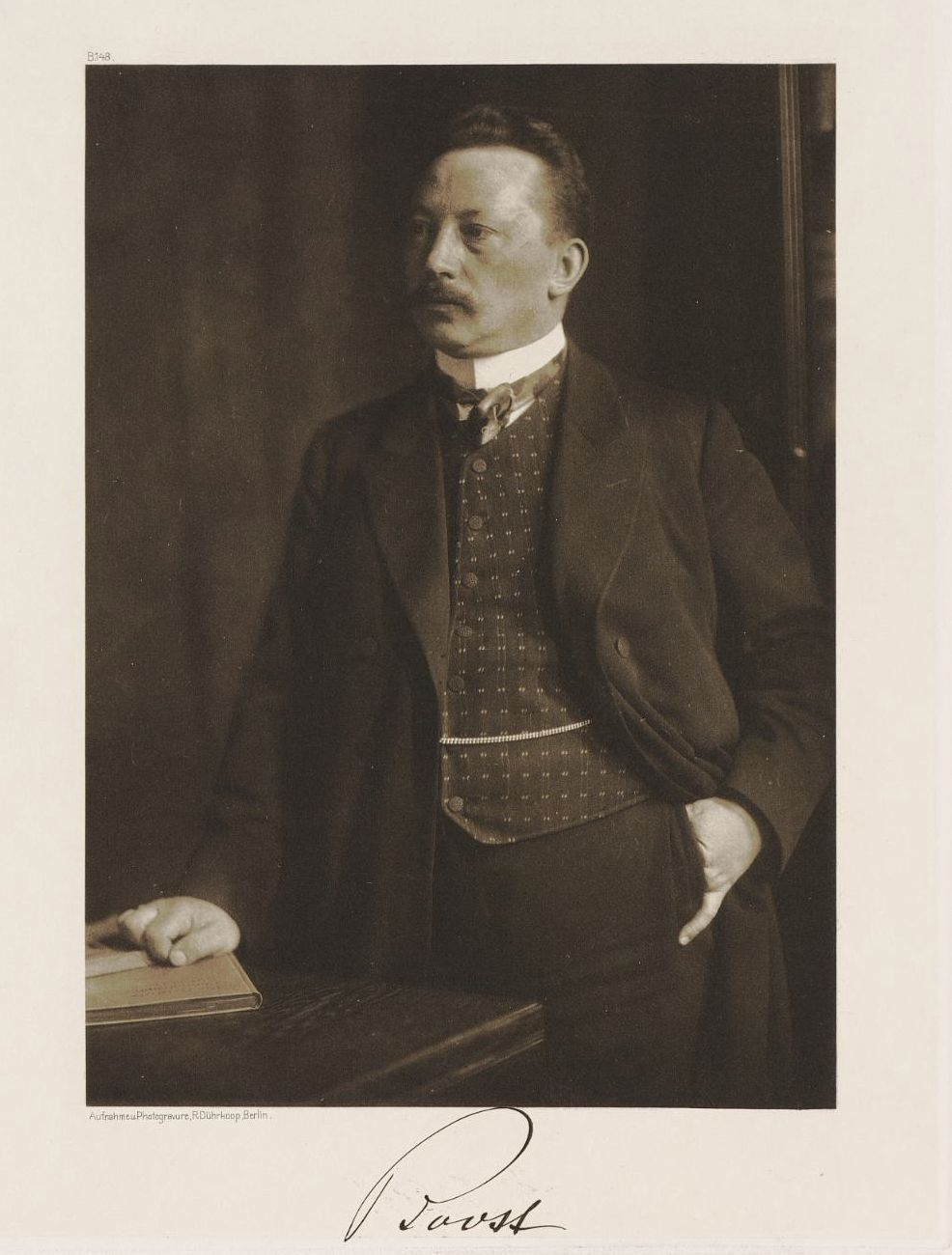
Hermann Boost, 1907, Foto von Rudolf Dührkoop

Hermann Boost (* 8. Mai 1864 in Berlin; † 19. Oktober 1941 in Bad Kissingen) war ein deutscher Bauingenieur und Hochschullehrer.

## Leben

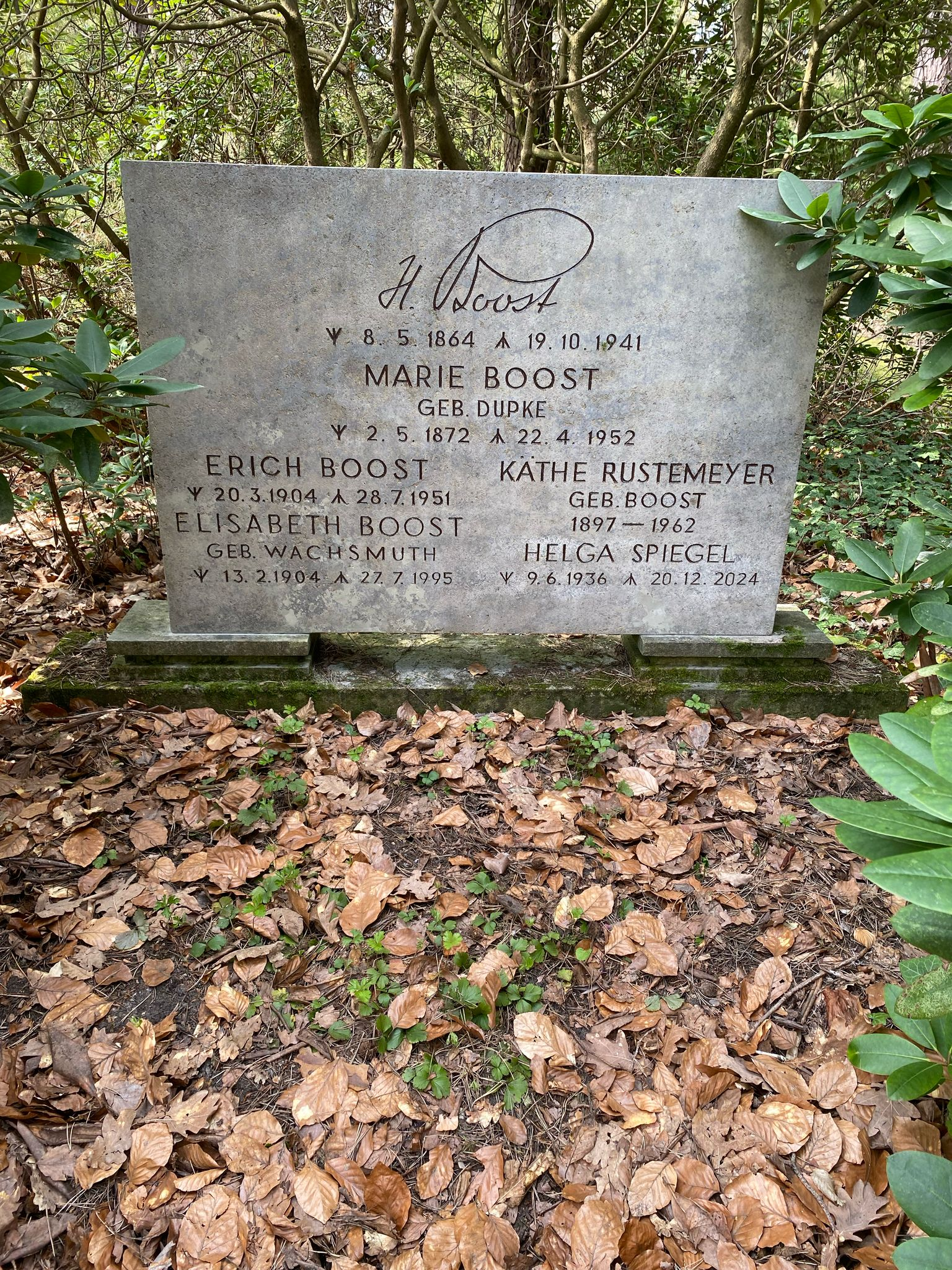
Grabstätte auf dem Südwestkirchhof Stahnsdorf

Nach einem Studium des Bauwesens absolvierte Boost 1893 das 2. Staatsexamen zum Regierungsbaumeister (Assessor im öffentlichen Bauwesen). Als junger Assistent bei Heinrich Müller-Breslau war er 1894–1897 an der Konstruktion und statischen Berechnung der Kuppel des Berliner Doms beteiligt. Anschließend wirkte er 1897–1899 im Dienst der Preußischen Straßen- und Wasserbauverwaltung am Bau der Alten Harburger Elbbrücke als erster fester Straßenverbindung über die Süderelbe mit. Im Jahr 1900 wurde er als ordentlicher Professor für Statik an die Technische Hochschule Aachen berufen. Bereits 1902 wechselte er als ordentlicher Professor für Baukonstruktionslehre und Leiter des Instituts für Baukonstruktionen und Brückenbau an die Technische Hochschule Charlottenburg. 1927/1928 war er Rektor dieser Hochschule. 1929 wurde er emeritiert, hielt aber noch weiterhin Vorlesungen. Er lebte zuletzt in Ferch.
Mit Karl Bernhard, Ludwig Mann, August Hertwig und Hans Jacob Reissner zählt Boost zu den führenden Vertreter der Berliner Schule der Baustatik. Neben Max Foerster und seinem Nachfolger Franz Dischinger gilt er als Initiator der Stahlbetonbauweise. Er trug den Titel Geheimer Regierungsrat und war Ehrensenator der Technischen Hochschule. Seine Grabstätte befindet sich auf dem Südwestkirchhof Stahnsdorf.

## Familie
Er war verheiratet mit Marie Dupke (* 2. Mai 1872; † 22. April 1952). Beider Sohn Erich Boost (1904–1951) wirkte als Oberbaurat in Minden.

## Schriften
- Festschrift für Heinrich Müller-Breslau. Gewidmet nach Vollendung des 60. Lebensjahres. Leipzig 1912.
- Der Beton- und Eisenbetonbau. Abriß über Theorie, Ausführung und Anwendung dieser Bauweisen. Darmstadt 1920.
- Der Eisenbetonbau. Ein Handbuch für Lernende und Lehrende sowie zum Gebrauch für entwerfende und ausführende Architekten und Ingenieure. Darmstadt 1920.
- Zur Rektoratsübergabe. Festrede. In: Die Technische Hochschule (Charlottenburg) 6(1927), Nr. 6, S. 81–86.
- Technische Hochschule Berlin-Charlottenburg. In: Michael Doeberl: Das akademische Deutschland. Band 1, Berlin 1930, S. 461–464.